# ND Gorica
Nogometno Društvo Gorica – słoweński klub piłkarski, grający obecnie w Druga SNL, mający siedzibę w mieście Nova Gorica leżącym na zachodzie kraju.

## Historia
Klub został założony w 1947 roku. Za czasów istnienia Jugosławii klub występował w niższych ligach tego kraju, a po uzyskaniu niepodległości przez Słowenię zaczął występować w pierwszej lidze słoweńskiej. Początkowo był w cieniu potentatów ligi, NK Maribor i Olimpiji Lublana tylko raz zdobywając mistrzostwo w 1996 roku, ale w XXI wieku już trzykrotnie sięgnął po tytuł w latach 2004, 2005 i 2006. Do 2003 roku zespół występował pod nazwą HIT Gorica.

## Sukcesy
- Mistrzostwo Słowenii: 4

1996, 2004, 2005, 2006
- Puchar Słowenii: 2

2001, 2002

## Stadion
Domowe mecze ND Gorica rozgrywa na obiekcie o nazwie Športni park Nova Gorica, mogącym pomieścić 3.066 widzów. Został on wybudowany w 1964 roku.

## Reprezentanci kraju grający w klubie
- Enes Demirović
- Nikola Nikezić
- Yasuyuki Moriyama
- Artim Shaqiri
- Vladislav Lungu
- Dragan Žilić
- Peter Lérant
- Edo Bajrektarevič
- Valter Birsa
- Boško Boškovič
- Miran Burgič
- Dejan Djuranovič
- Primož Gliha
- Patrik Ipavec
- Alfred Jermaniš
- Bojan Jokić
- Adem Kapic
- Aleš Kokot
- Andrej Komac
- Borut Mavrič
- Matej Mavrič
- Željko Mitrakovič
- Milan Osterc
- Mitja Pirih
- Andrej Poljšak
- Elvis Ribarič
- Aleksander Rodić
- Mladen Rudonja
- Matej Snofl
- Miran Srebrnič
- Janez Strajnar
- Marko Šuler
- Etien Velikonja
- Anton Žlogar
- Massamasso Tchangai

## Europejskie puchary
Legenda do wszystkich tabel:
- Q – runda eliminacyjna, 1/16, 1/8, 1/4, 1/2 – odpowiednia faza rozgrywek, Grupa – runda grupowa, 1r gr – pierwsza runda grupowa, 2r gr – druga runda grupowa, F – finał, R – runda, PO – play-off
- k. – rzuty karne, los. – losowanie, Dogr. – dogrywka, w. – zasada bramek strzelonych na wyjeździe

| Sezon     | Rozgrywki        | Runda | Klub               | Dom | Wyjazd | Ogólnie |
| --------- | ---------------- | ----- | ------------------ | --- | ------ | ------- |
| 1996/97   | Puchar UEFA      | 1Q    | Wardar Skopje      | 0–1 | 1–2    | 1–3     |
| 1997/98   | Puchar UEFA      | 1Q    | Oțelul Gałacz      | 2–0 | 2–4    | 4–4, w. |
| 1997/98   | Puchar UEFA      | 2Q    | Club Brugge        | 3–5 | 0–3    | 3–8     |
| 1999/2000 | Puchar UEFA      | Q     | Cardiff University | 2–0 | 0–1    | 2–1     |
| 1999/2000 | Puchar UEFA      | 1R    | Panathinaikos AO   | 0–1 | 0–2    | 0–3     |
| 2000/01   | Puchar UEFA      | Q     | Neftçi PFK         | 3–1 | 0–1    | 3–2     |
| 2000/01   | Puchar UEFA      | 1R    | AS Roma            | 1–4 | 0–7    | 1–11    |
| 2001/02   | Puchar UEFA      | Q     | Neftçi PFK         | 1–0 | 0–0    | 1–0     |
| 2001/02   | Puchar UEFA      | 1R    | NK Osijek          | 1–2 | 0–1    | 1–3     |
| 2002/03   | Puchar UEFA      | Q     | Rapid Bukareszt    | 1–3 | 0–2    | 1–5     |
| 2004/05   | Liga Mistrzów    | 1Q    | Flora Tallinn      | 3–1 | 4–2    | 7–3     |
| 2004/05   | Liga Mistrzów    | 2Q    | FC København       | 1–2 | 5–0    | 6–2     |
| 2004/05   | Liga Mistrzów    | 3Q    | AS Monaco          | 0–3 | 0–6    | 0–9     |
| 2004/05   | Puchar UEFA      | 1R    | AEK Ateny          | 1–1 | 0–1    | 1–2     |
| 2005/06   | Liga Mistrzów    | 1Q    | Tirana             | 2–0 | 0–3    | 2–3     |
| 2006/07   | Liga Mistrzów    | 1Q    | Linfield           | 2–2 | 3–1    | 5–3     |
| 2006/07   | Liga Mistrzów    | 2Q    | Steaua Bukareszt   | 0–2 | 0–3    | 0–5     |
| 2007/08   | Puchar UEFA      | 1Q    | Rabotniczki        | 1–2 | 1–2    | 2–4     |
| 2008      | Puchar Intertoto | 1R    | Hibernians FC      | 0–0 | 3–0    | 3–0     |
| 2008      | Puchar Intertoto | 2R    | Czernomorec Burgas | 0–2 | 1–1    | 1–3     |
| 2009/10   | Liga Europy      | 2Q    | Lahti              | 1–0 | 0–2    | 1–2     |
| 2010/11   | Liga Europy      | 2Q    | Randers            | 0–3 | 1–1    | 1–4     |
| 2014/15   | Liga Europy      | 2Q    | Molde              | 0–0 | 1–4    | 1–4     |
| 2016/17   | Liga Europy      | 1Q    | Maccabi Tel Awiw   | 0–1 | 0–3    | 0–4     |
| 2017/18   | Liga Europy      | 1Q    | Szirak Giumri      | 2–2 | 2–0    | 4–2     |
| 2017/18   | Liga Europy      | 2Q    | Panionios GSS      | 2–3 | 0–2    | 2–5     |